# Camaret-sur-Mer

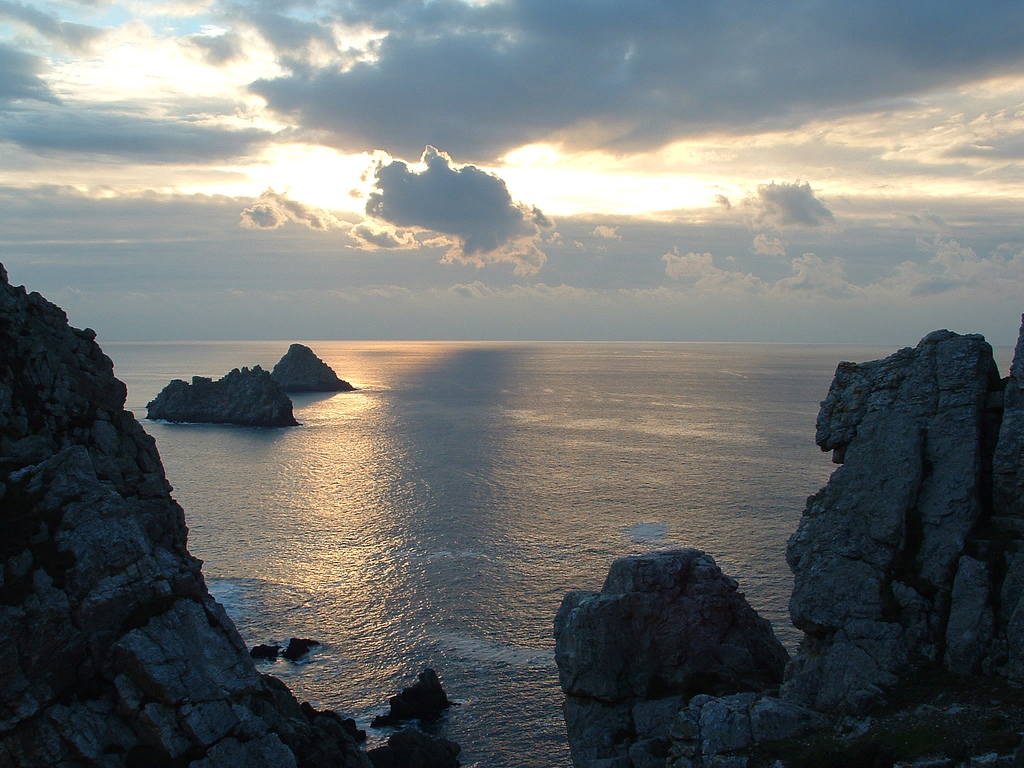
Wybrzeże w pobliżu Camaret-sur-Mer

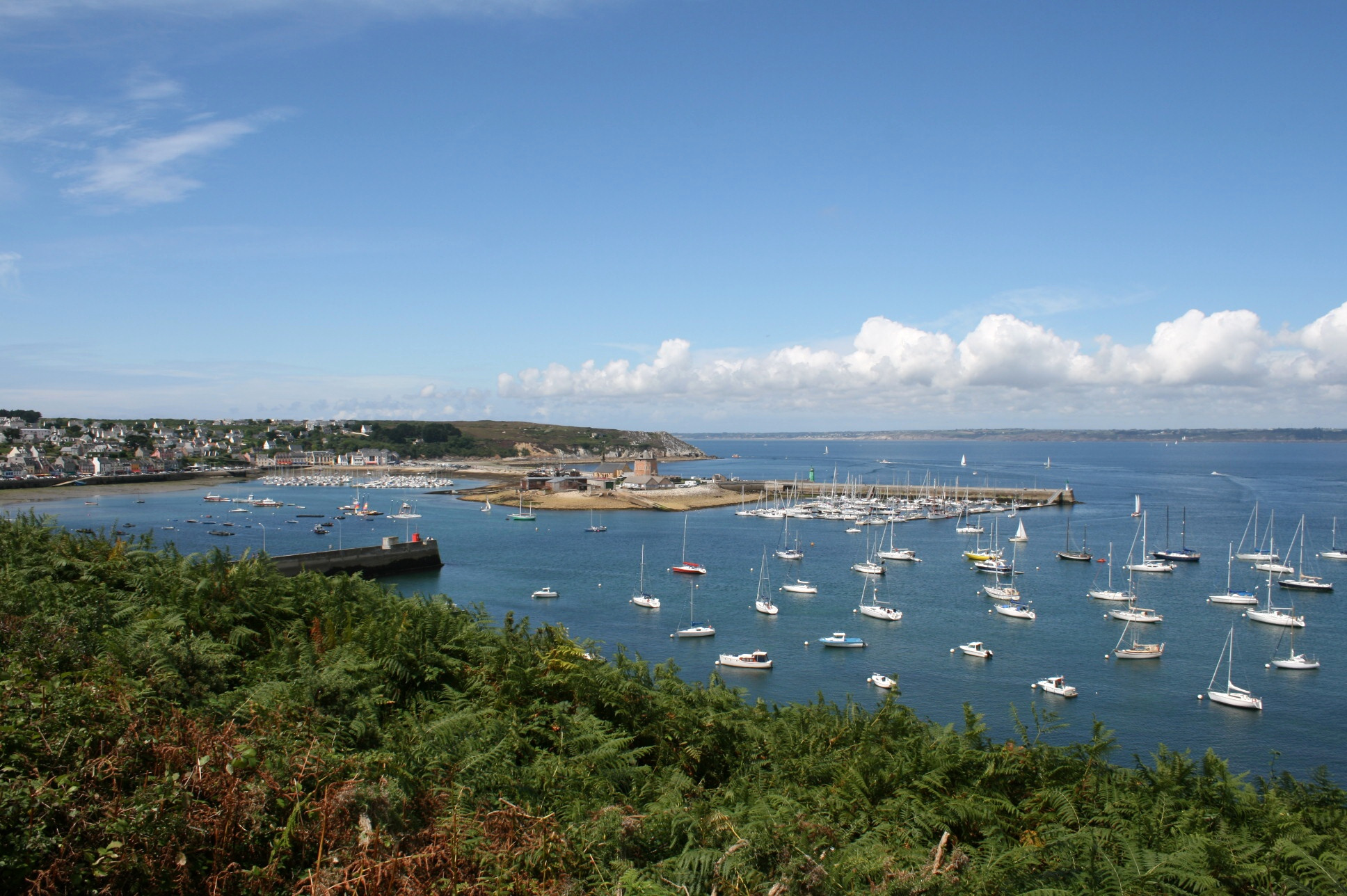
Port w Camaret-sur-Mer

Camaret-sur-Mer (bret. Kameled) – miejscowość i gmina we Francji, w regionie Bretania, w departamencie Finistère.
Według danych na rok 1990 gminę zamieszkiwały 2933 osoby, a gęstość zaludnienia wynosiła 252 osoby/km² (wśród 1269 gmin Bretanii Camaret-sur-Mer plasuje się na 191. miejscu pod względem liczby ludności, natomiast pod względem powierzchni na miejscu 779.).

## Współpraca
- St Ives, Wielka Brytania